# Mays Landing
La ville de Mays Landing est le siège du comté d'Atlantic, situé au sud de l'État du New Jersey, aux États-Unis.

## Histoire
Son nom provient du capitaine George May, qui explore la rivière de Great Egg Harbor en 1740, et achète des terres dans cette région en 1756. Auparavant, d'autres émigrants européens s'étaient déjà installés dans la région dès 1695, et précisément sur l'emplacement de Mays Landing en 1710. L’ensemble de la région était jusque-là le territoire de peuplement des indiens Lenapes.
La communauté prend d'abord le nom d'Ilifftown, du nom d'Edmond Iliff qui y achète des terres en 1735 ; le nom final de Mays Landing est néanmoins attesté avant la fin du siècle.
En 1801, l'entreprise de sidérurgie Weymouth Iron Works est créée ; elle fonctionne jusqu'en 1865 et produit notamment des canons et boulets pour la guerre de 1812.

## Démographie
Mays Landing fait partie du Township d'Hamilton et n'a pas le statut de municipalité à part entière bien qu'elle soit le siège du comté. Cependant, le Bureau du recensement américain la considère comme un ensemble cohérent afin d'en étudier les mêmes aspects statistiques que pour des municipalités établies : Mays Landing est donc désignée comme une census-designated place ou CDP, ce qui signifie « lieu identifié pour le recensement ».
D'après les chiffres du recensement de 2010, la ville compte 2 135 habitants dans 859 ménages, répartis pour le plus grand nombre d'entre eux entre blancs (1 900 personnes, soit 89 %) et noirs (117 personnes, soit 5.5 %) ; 155 personnes (7.3 %) se déclarent latinos.

## Éducation
Mays Landing accueille le lycée d'Oakrest, le collège William Davies, le groupe scolaire George L. Hess, et l'école Shaner.
L'Institut de Technologie du comté d'Atlantic, fondé en 1974 et situé sur un campus qui occupe 23 hectares, fournit un enseignement professionnel aux lycéens ou aux adultes du comté. C'est l'un des huit établissements de l'État dont la qualité a été reconnue en 2008 par l'obtention du titre de Blue Ribbon School, décerné par le ministère de l'Éducation nationale.
L'école élémentaire catholique régionale Saint Vincent de Paul est placée sous la responsabilité du diocèse de Camden.
Le Community College d'Atlantic Cape est la deuxième université locale implantée dans le New Jersey ; son campus s'est installé à Mays Landing en février 1968, et accueille aujourd'hui des étudiants des comtés d'Atlantic et de Cape May.